# Scelolophia turbata
Scelolophia turbata là một loài bướm đêm trong họ Geometridae.